# 赫特河公国
赫特河公國（英語：Principality of Hutt River），初稱赫特河省（Hutt River Province），是一个位于澳大利亞西澳大利亚州境内，有40多年歷史的已消亡的私人國家，位於西澳大利亚州首府珀斯以北517公里處，臨近北安普敦。1970年4月21日，農場主伦纳德·乔治·卡斯利和数名追随者宣布所轄農场領地從澳大利亚西澳州脱离，成立赫特河省（2006年改用現名）。该国自称它的独立已經由澳大利亞國土局1989年的一封内部信件中獲得官方确认，事實上，澳大利亚和世界各国皆从未於任何官方场合中承认此國存在。
赫特河公国占地75平方公里，土地面積比一些獨立國家还大。无論是澳大利亞政府，或是其他任何一國的政府，都不承認赫特河公國是一个國家。同时，澳大利亞高等法院与西澳大利亞最高法院，已駁回該公國稱號不依從澳大利亞法律的爭辯。
2020年8月，因新冠疫情使該國觀光收入銳減，重創該國經濟，甚至無力償還龐大的欠稅，因此卡斯利親王宣佈該國滅亡並回歸澳大利亞，成為2020年第一個因為嚴重急性呼吸綜合症冠狀病毒2型滅亡的“國家”。但该“國家”還是需要固定繳納給澳洲300萬澳幣的龐大稅金。領導人卡斯利親王宣布不敵疫情影響，最終將國土賣出，回歸澳洲。

## 历史

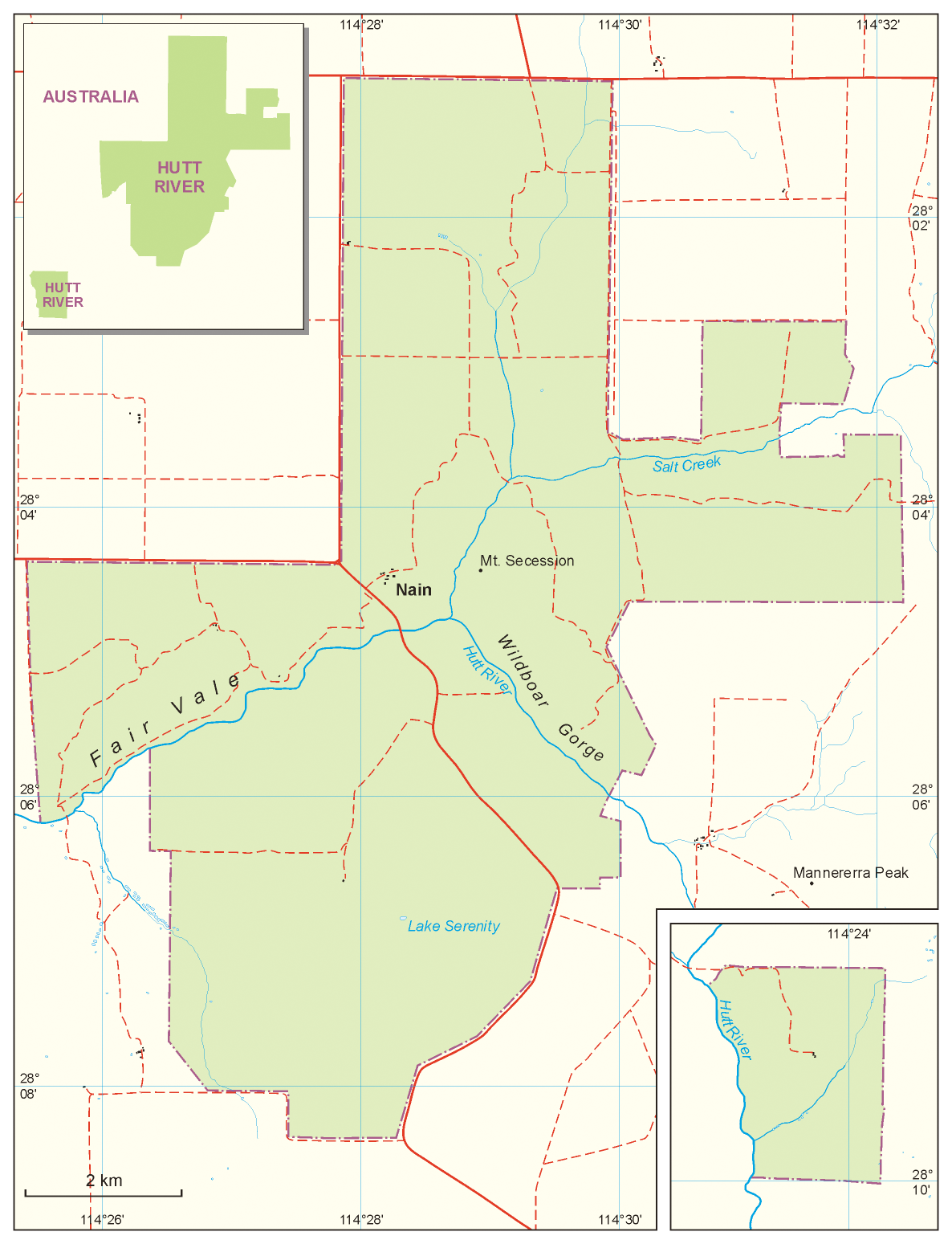
赫特河公国地图

由于与西澳大利亚州政府关于小麦配额的问题长期存有争议；1969年，农场主伦纳德·乔治·卡斯利，援引英国1495年的《叛国法》，认为州政府的作为已事实上迫使他独立。1970年4月21日，卡斯利和他的数名追随者宣布所辖农场领土，正式从澳大利亚联邦分离，赫特河省成立。但伦纳德·卡斯利同时宣布，他依舊效忠伊丽莎白女王二世。随后，伦纳德·卡斯利由他的家庭成员，也是他的国民，选为这个新国家的领导人，伦纳德·卡斯利也自封为“至高无上的赫特君主伦纳德殿下（His Royal Highness Prince Leonard of Hutt）”。
1980年代早期，该国曾改称为王国，但不久又回复原本的親王国国名。在此阶段，一个拥有领袖魅力的成员－凯文·盖尔（Kevin Gale）加入了这个親王国，并很快由贵族头衔升为摄政王。儘管凯文·盖尔居住在昆士兰州，远离该国在澳大利亚大陆的另一端，但他逐渐把持了親王国的财政大权，并大规模发行親王国的邮票和钱币。同时，他还在欧洲和北美积极地出售赫特河贵族和爵位头衔。
1990年代初期，凯文·盖尔在各个方面的运作已经变得越来越独立，他定期举办盛大的公共集会，并经常以高调的姿态出现在黄金海岸的慈善募捐活动中。1995年，凯文·盖尔和他的支持者正试图推翻伦纳德君主的统治時（在太平洋一个小岛上建立真正主权独立、受各國认可的赫特河親王国），凯文·盖尔却突然逝世，一切计划也随即终止。
凯文·盖尔的活跃最终引起了伦纳德君主的注意，伦纳德宣布这个摄政王为叛国者，并在他死后收回了所有的贵族头衔和其他荣誉。从此，对凯文·盖尔在赫特河親王国的15年，一直争议不断，赫特河親王国的官方机构对凯文·盖尔为本国做出的贡献也鮮少提及。但值得注意的是，赫特河親王国在1995年之后变得愈发低调，甚至包括2000年4月21日众多国际媒体和支持者出席的30周年国庆。
澳大利亚官方对该親王国的解释为，它是一个个人行为的商业炒作；在澳大利亚官方出版的觀光地图上，注明了该地几个具有特色的旅游景点，并表示了该親王国已宣布独立。
赫特河親王国自称独立的事情在澳大利亚稍长一些的国人中广为人知。
2020年8月，因2019冠狀病毒病全球肆虐，旅遊業大受打擊。最終王室決定賣出該國土地以償還澳洲債務。赫特河公國自此滅亡。

## 数据资料
赫特河公國位于珀斯以北517公里，占地面积约75平方公里。主要收入来自野生花卉、农业产品、邮票和钱币，旅游业也是一个主要收入来源。雖然居於領土內的人民非常少，据估计为20人左右，但宣称在全世界拥有13000个国民。该国没有常设军队，但是许多国民曾经領受军事头衔為奖勵。另外，即使是內陸國家，仍授出海军头衔；领导成员主要由伦纳德君主和他的家庭成员所组成，包括伦纳德君主的妻子雪莉（Shirley）王妃和他的儿子伊恩（Ian）王储。尽管赫特河公国尚未獲得世界上其他任何一国正式认可，但是所发行的护照在许多时候已经被作为出入各國的有效证件。从2004年9月2日开始，赫特河公國开始接受公司注册。至少有一个传统的离岸实体公司被授权受理公司注册业务。

## 澳大利亚政府的反应
澳大利亚官方针对赫特河公國最常见的解释便是说这是一个私人农场，所谓的“君主”是一个商人。有时候，赫特河公國的问题也会被提议到国会上去，但对它的解释多是机会主义的投机取巧的行为。澳大利亚邮政机构已正式表态将中断对该国的相关服务，但事实上，不仅寄往这个地区的信件能够平安抵达，而且甚至粘贴着赫特河邮票的信件也能够被寄出。赫特河公國曾多次没有缴税，张贴在赫特河公國官方网站上的澳大利亚国土局的内部文件也显示这國并未打算缴税。澳大利亚政府通常总避免与赫特河公國进行法律上的争辩，赫特河公國建造自己的建筑（无需经澳大利亚政府审批）、提供公司注册、办理驾照、制造货币、出版邮票，甚至运作他自己的大学，许多诸如此类的事件似乎在有意激起澳大利亚政府的愤怒，但澳大利亚政府从来就没有妨碍过赫特河公國的“主权”，总是尽可能避免任何法律上的纠纷。

### 追討欠稅訴訟
雖然澳大利亞政府並未禁止赫特河公國宣稱「獨立」，但仍堅持赫特河公國「皇族」有義務向澳大利亞政府繳納稅金。澳大利亞稅局曾指赫特河公國「皇族」積欠稅款，並循法律途徑追討。澳洲稅局指纳德·乔治·卡斯利積欠2006年6月30日至2013年6月30日期間的稅款、利息和罰款，合共大約澳幣277萬元，遂於2016年提出起訴追討；澳洲稅局亦於2017年提出起訴，指国王阿瑟·卡斯利（Arthur Casley）積欠2006年6月30日至2012年6月30日期間的稅款、利息和罚款，合共大約澳幣24萬2千多元。
面對澳洲稅局的指控，卡斯利父子反駁稱赫特河公國屬獨立國家，澳洲政府並未於赫特河公國擁有司法管轄權；卡斯利父子亦宣稱二人沒有欠稅，但高等法院指二人並未向庭上提出任何相關證據。赫特河公國宣稱是獨立國家，但高等法院則指有關說法並無法理基礎和依據。負責審理該案的Rene Lucien Le Miere法官在裁決書上明言：「任何人都可以在自己家裡宣稱主權獨立，但即使如此，仍然不可以無視澳洲法律，也不可以不繳稅。」Le Miere法官提到，卡斯利父子提出了「虛假稻草人法律論證」。卡斯利父子指出，他們是真實的自己，而非服膺於權勢的稻草人。Le Miere法官強調，他們以為可以託辭說是作為稻草人的他們才需要繳稅，但真實的他們則並不需要；但這說法是沒有法理基礎和依據，只是玩弄生僻晦澀的語言（gobbledygook）罷了。西澳州高等法院於2017年6月16日裁決澳洲稅局勝訴，下令卡斯利父子繳清合共約澳幣300萬元欠稅。

## 伦纳德君主
伦纳德·乔治·卡斯利生于1925年，曾是一位出名的律师，但同时又是赫密士主义的忠实拥护者，并有多篇关于此信仰的论文发表。卡斯利的妻子为“尊贵的雪莉王妃殿下（Her Serene Highness Princess Shirley）”，至今他们已有7个成年的孩子，其中以“至高无上的伊恩王子殿下（His Royal Highness Crown Prince Ian）”为王储（但伦纳德最终却禅位给了其他儿子格雷姆而非长子伊安）。伦纳德君主在澳大利亚家喻户晓，多数人认为他的所做只是一种无害的古怪行为，而且许多人认为他面对一个强大政府所表现出的坚韧与无畏令人钦佩。现在在堪培拉的澳大利亚博物馆，伦纳德已经作为一项展览被永久陈列于馆中。